# Гуарико
Гуа̀рико (на испански: Guárico) е един от 23-те щата на южноамериканската държава Венецуела. Намира се в североцентралната част на страната. Общата му площ е 64 986 км², а населението е 905 047 жители (по изчисления за юни 2017 г.). Основан е през 1900 г.